# Airaphilus montisatri
Airaphilus montisatri is een keversoort uit de familie spitshalskevers (Silvanidae). De wetenschappelijke naam van de soort werd in 1931 gepubliceerd door Paul de Peyerimhoff de Fontenelle.